# Оригинальные сериалы Канала Disney

## Оригинальные сериалы Канала Disney

### 1996
- Мгновения грядущего (7 сентября 1996 года — 1997 год)

### 1997
- Аппиол
- Переменка (31 августа 1997 года — 3 декабря 2003 года)

### 1998
- Bug Juice (28 февраля 1998 года — 15 октября 2001 года)
- Известный Джет Джексон (25 октября 1998 года — 22 июня 2001 года)

### 1999
- Чудеса.com (18 января 1999 года — 28 сентября 2001 года)
- The Jersey (30 января 1999 года — 23 марта 2004 года)

### 2000
- Even Stevens (17 июня 2000 года — 2 июня 2003 года)

### 2001
- Totally Hoops (7 января 2001 года — 15 апреля 2001 года)
- Лиззи Магуайер (12 января 2001 года — 14 февраля 2004 года)
- Гордая семья (26 августа 2001 года — 15 августа 2005 года)

### 2002
- Ким Пять с плюсом (7 июня 2002 г. — 7 сентября 2007 г.)
- Элис (18 августа 2001 года — 23 июня 2002 года)

### 2003
- That’s So Raven (17 января 2003 года — 10 ноября 2007 года)
- Лило и Стич (20 сентября 2003 года — 29 июля 2006 года)

### 2004
- Дэйв варвар (23 января 2004 года — 22 января 2005 года)
- Фил из Будущего (18 июня 2004 года — 19 августа, 2006 года)
- Brandy and Mr. Whiskers (21 августа 2004 года — 25 августа, 2006 года)

### 2005
- Американский дракон: Джейк Лонг (21 января 2005 года — 1 сентября 2007 года)
- Всё тип-топ, или Жизнь Зака и Коди (18 марта 2005 года — 1 сентября 2008 года)
- The Buzz on Maggie (17 июня 2005 года — 27 мая 2006 года)

### 2006
- Новая школа императора (27 января, 2006 года — 20 ноября 2008 года)
- Ханна Монтана (24 марта 2006 года — 16 января 2011 года)
- На замену (8 сентября 2006 года — 30 марта 2009 года)

### 2007
- Cory in the House (12 января 2007 года — 12 сентября 2008 года)
- Финес и Ферб (17 августа 2007 года — 12 июня 2015 года)
- Волшебники из Вэйверли Плэйс (12 октября 2007 года — 6 января 2012 года)

### 2008
- Всё тип-топ, или Жизнь на борту(26 сентября 2008 года — 6 мая 2011 года)
- Легенда об Искателе (1 ноября 2008 — 22 мая 2010)

### 2009
- Дайте Санни шанс (8 февраля 2009 года — 2 января 2011 года)
- Jonas L.A. (2 мая 2009 года — 3 октября 2010 года)
- Зик и Лютер(15 июня 2009 — 2 апреля 2012 года)

### 2010
- Держись, Чарли! (4 апреля 2010 года — 19 февраля 2014 года)
- Рыбология (3 сентября 2010 года — 4 апреля 2014 года)
- Танцевальная лихорадка (7 ноября 2010 года — 10 ноября 2013 года)
- Настоящий Арон Стоун (13 февраля 2009 года. — 30 июля 2010 года)
- Два короля (10 сентября 2010 года — 18 февраля 2013 года)

### 2011
- Высший класс (6 мая 2011 года — 21 марта 2014 года)
- Как попало! (5 Июня 2011 года — 25 марта 2012 года)
- "В ударе " (13 июня 2011 года — 4 августа 2014 года)
- Приколисты (15 июля 2011 года — 16 октября 2011 года)
- Джесси (30 сентября 2011 года — 2015 года)
- Остин и Элли (2 декабря 2011 года — 10 января 2016 года)

### 2012
- Гравити Фолз (15 июня 2012 года — 15 февраля 2016 года)
- Code: 9 (26 июля 2012 года — 28 сентября 2012 года)
- Собака точка ком (12 октября 2012 года — 25 сентября 2015 года)
- Виолетта (15 октября 2012 — зима 2015)
- Подопытные (23 февраля 2012 года — 3 марта 2016 года)

### 2013
- Лив и Мэдди (19 июля 2013 года — 24 марта 2017 года)
- С приветом по планетам (16 августа 2013 года — 2016 года)

### 2014
- Истории Райли (27 июня 2014 года — 20 января 2017 года)
- Эвермор (10 октября 2014 года — настоящее время)

### 2015
- Звёздная принцесса и силы зла (18 января 2015 года — 20 мая 2019 года)
- Лучшие друзья навсегда (9 августа 2015 года — 11 декабря 2016 года)
- «Кей Си. Под прикрытием» (18 января 2015 года — 19 июля 2018 года)

### 2016
- «Жизнь Харли» (14 февраля 2016 года — 23 июля 2018 года)
- «Пэйдж и Фрэнки» (24 июня 2016 года — настоящее время)
- «Елена — принцесса Авалора» (22 июля 2016 года — настоящее время)
- Я Луна (14 марта 2016 — 17 августа 2018)
- Подопытные:Элитный отряд (2 марта - 22 октября 2016 года)

### 2017
- Энди Мак (7 апреля 2017 года — настоящее время)
- Дом Рэйвен (21 июля 2017 года — 21 мая 2021 года)

### 2019
- Bia (24 июня 2019 года — настоящее время)
- Габби Дюран: Няня инопланетян (11 октября 2019 года — настоящее время)